# Dejan Marijanović
Dejan Marijanović, slovenski nogometaš, * 2. januar 1987.
Marijanović je profesionalni nogometaš, ki igra na položaju napadalca. Od leta 2022 je član italijanskega kluba UF Monfalcone. Pred tem je igral za slovenske klube Primorje, Koper in Kras Repen ter italijanske Belluno 1905, Trissino-Valdagno, Virtus Verona, Albese, OltrepòVoghera, Lentigione Calcio, Clodiense, APC Chions, Brian Lignano in Pro Gorizia. Skupno je v prvi slovenski ligi odigral 42 tekem in dosegel pet golov. 